# 吉野良彦
吉野 良彦（よしの よしひこ 1930年9月1日 - 2022年7月26日）は、日本の大蔵官僚。元大蔵事務次官。血液型はO型。

## 来歴・人物
現在の東京都杉並区出身。都立一中（都立一高・日比谷高）、第一高等学校、東京大学法学部政治学科在学中に国家公務員6級職試験（法律職・行政職）に1番で合格（戦後の大蔵（財務）次官で国家公務員試験を1番で合格したのは吉野が唯一である）。1953年、大蔵省入省(昭和28年旧制組前期入省)。28年旧制入省組同期には、水野繁（東京経済大学理事長、JT社長、国税庁長官、証券局長）、大場智満（財務官）、津島雄二、宮下創平、近藤鉄雄、安倍基雄、宮本保孝（理財局長、銀行局長）、小山昭蔵（印刷局長）、楢崎泰昌（北海道開発庁次官）、名本公洲（日銀政策委員）など。なお、28年新制入省組には西垣昭（吉野の後任の事務次官、主計局長、官房長、理財局長、経済企画庁官房長）、梅沢節男（国税庁長官、主税局長）、矢崎新二（防衛事務次官）らがいた。
入省後は大臣官房文書課に配属。福知山税務署長、国税庁所得税課課長補佐、和歌山県総務部財政課長、主計局主計官補佐（農林担当）などを経て、1969年に行政管理庁行政管理局管理官に。
以後、主計局主計官（総務課）、銀行局中小金融課長、大臣官房調査企画課長、大臣官房文書課長を務める。1978年6月17日に主計局次長（末席）、1979年7月10日に主計局次長、1980年6月17日に主計局次長（首席）（農林水産、建設・公共事業、防衛を担当）、1981年6月26日に経済企画庁官房長、1982年6月1日に大蔵省官房長、1984年6月27日に主計局長となり、1986年6月10日に大蔵事務次官に就任。
1988年6月竹下登総理の私邸を訪れ消費税5％を直訴した。自民党税調の議論では低所得者への配慮を考慮した山中貞則の鶴の一声で3％となったが、5％を当然視していた吉野は自民税調の3％という決定を聞いた時に椅子から転がり落ちたと言われる。次官退任後の同年12月に消費税法が成立した。
1989年、財政投融資を動かす権能をも持つ国民金融公庫総裁。1992年、日本開発銀行総裁就任。1993年、細川内閣の下では首相の私的諮問機関・経済改革研究会（座長・平岩外四、通称・平岩研究会）委員となる。減税や国債の積極活用などの積極財政論に対して、健全財政論で反駁する。大蔵省にあっては財政再建強硬派として有名であった。
1994年、日本銀行総裁候補に当時の現役大蔵事務次官斎藤次郎のラインで推されたが、自ら固辞したこともあり、松下康雄にお鉢が回った。斎藤次郎は、自身を見い出し育ててくれた師匠と奉ずる吉野良彦を中心に、主流派閥の親分格山口光秀や、平澤貞昭らを推挙していた。しかし、三重野康前総裁が一高同期ということでその後釜に自身の芽は無かった有力次官OB長岡實は松下康雄を推挙。長岡は、後任東証理事長は山口とリークし、また平澤が国民公庫総裁から横浜銀行頭取にスカウトされ、当の吉野も当時の国際金融関係の政策や人事を同期の大場智満に任せていた手前、自らを"内政派"として固辞していた姿勢を崩さなかったため、斎藤も竹内道雄 - 長岡實元次官主流ラインの下、長岡が推す松下というシナリオを追認せざるを得なかった。
山口光秀は「山口ワル秀」などと呼ばれたように、吉野は「ワル野ワル彦」。平気で嘘を吐くセンスや清濁併せ呑むことに対して付けられる「ワル」といった愛称は、官僚の世界では最高の誉め言葉とされる。
1999年、財団法人トラスト60会長。
2003年4月、勲一等瑞宝章受章。
2022年7月26日に死去。満91歳没。